# Telecomunicaciones en Ecuador
Las telecomunicaciones en Ecuador incluyen el teléfono, la radio, la televisión e Internet.
El organismo regulador estatal de Ecuador es el Consejo Nacional de Telecomunicaciones (CONATEL), que forma parte del Ministerio de Telecomunicaciones (MINTEL).

## Historia
Las telecomunicaciones en Ecuador datan desde hace mucho tiempo. El Chasqui en el (3.000 años a.c.)  fue una figura central en el transporte de información en el Reino de Quito, y luego, en el inmenso Imperio Inca. Un mensaje entre Quito y Cuzco (aproximadamente 2.000 km), por el correo de los chasquis, tardaba solo 5 días. Esto da un promedio de velocidad de 400 km diarios.
La información viajaba codificada en la complejidad de los nudos del quipu. Los quipucamayos eran los encargados de codificar y decodificar la información en el quipu. Para información urgente, los incas (1400 a 1500) utilizan hogueras generadoras de humo blanco para informar buenas noticias y de humo negro para las malas. Por ejemplo, a la llegada de los españoles a nuestras costas, Atahualpa supo, por el humo negro, del peligro de su reino. Eran así las comunicaciones en aquel entonces.

### Telegrafía
Siendo la comunicación algo fundamental y necesario para el progreso, en 1871, el Gobierno de Gabriel García Moreno dio cavida a una concesión a All América Cable and Radio para brindarle al País el servicio internacional de telegrafía usando cable submarino. El cable corría a lo largo de la costa del oeste de Sudamérica conectando Baltos (Panamá) con Valparaíso (Chile) a través de diferentes estaciones en Buena Ventura (Colombia), Salinas (Ecuador) y Callao (Perú). Luego de 3 años, en 1874 García Moreno dispone que se tienda la primera red telegráfica en el Ecuador. 
Esta red se instaló en varias etapas, primeramente con una extensión de 78 kilómetros como prueba, para el servicio exclusivo de los ferrocarriles, desde Guayaquil a Yaguachi y Barraganetal. Esta línea fue poco a poco prolongada.
Durante la presidencia de Veintimilla, en 1882, fue extendida la red telegráfica hasta el puente de Chimbo. Un año más tarde funcionó en Guayaquil una Oficina de Telégrafos dependiente del Puerto, la que se encargaba de recibir y transmitir los partes telegráficos, para lo cual se aprovechó del contrato con la empresa Central and South American Telegraph.
El presidente José María Plácido Caamaño, en 1884, encargó la Dirección General de Telégrafos al señor Benjamín Piedra, lojano, quien se afanó por terminar la línea telegráfica desde el puente de Chimbo hasta la ciudad de Quito, aprovechando todo el material que fuera contratado por García Moreno en 1874. El señor Piedra, luego de un estudio técnico, inició el primer trabajo tendiendo un cable subfluvial entre Guayaquil y Durán, luego empalmó Durán con Yaguachi. Por primera vez se recibían y transmitían mensajes entre Guayaquil y el puente de Chimbo en condiciones óptimas.
Gracias al esfuerzo de un sinnúmero de personeros de varias provincias y de sus Municipios, el primer mensaje telegráfico interno en Ecuador fue transmitido el 9 de julio de 1884; sobre la flamante línea entre Quito y Guayaquil, logrando unir la sierra con la costa. Ecuador, por esta razón, ha declarado al 9 de julio como el Día Nacional de las Telecomunicaciones en Ecuador. Este servicio telegráfico fue posible gracias a la colaboración de ciudadanos de muchas poblaciones que ayudaron con mano de obra, postería, transporte, etc. Se destaca en especial la colaboración del Señor José María Lasso.
Establecido el servicio telegráfico en la ciudad de Quito, y luego de valiosas intervenciones con los personeros de All America Cable, se consiguió su fusión con los telégrafos internacionales; y, ese mismo año, el presidente Caamaño saludaba desde Quito a los presidentes de Estados Unidos, Perú, Chile y México, mientras los gobernadores de Tungurahua y Guayas se felicitaban por la primera comunicación eléctrica entre esas provincias.
El director de Correos asumía las funciones de director general de Telégrafos encargado, mientras Benjamín Piedra se trasladaba al Perú para contratar "elemento humano suficiente y preparado" para que atendiera las oficinas telegráficas del país.
Este personal estuvo formado por técnicos cubanos, peruanos y ecuatorianos, quienes se repartieron en las ciudades de Ambato, Latacunga, Riobamba, Guayaquil y Quito; con escala en las principales ciudades del interior de la República y sus intermedios. En este importante año de 1884 se dicta el primer Reglamento de las Comunicaciones Nacionales, que contenía 45 artículos, y así mismo se elaboraba el primer presupuesto, fijando cargos, sueldos, etc., contando solamente con 21 personas para el servicio telegráfico de la primera red, con la extensión de 460 kilómetros entre Quito y Guayaquil.
Se concesiona a All America Cable la provisión del servicio internacional de telegrafía mediante su cable submarino. Este cable había sido instalado, pocos años antes, a lo largo de la costa del Pacífico de Sudamérica interconectando Panamá (Baltros), Colombia (Buenaventura), Ecuador (Salinas), Perú (Callao) y Chile (Valparaíso) con los EE. UU.
Se suprime la Dirección General de Telégrafos en 1886, y pasa a ser la Dirección General de Correos, cuyo director, el Señor José María Arteta, entusiasta y dinámico, prosiguió la obra iniciada por Benjamín Piedra. Construyó 130 km de línea telegráfica entre Alausí y Cuenca; terminó la línea entre Guayaquil y Daule e inició la red entre Quito y Tulcán, llegando a Otavalo el primer servicio de telegrafía el 11 de abril de 1887. Al poco tiempo quedó empalmada la línea de Quito a Ibarra. El 10 de agosto de 1886 se inaugura el servicio telegráfico entre Cuenca y Loja.
Casi todo el país contaba, en 1887, con el servicio telegráfico, excepto Manabí, Esmeraldas y El Oro. El 15 de febrero de 1887 se inaugura la línea entre Tulcán e Ipiales, en una estación telegráfica en el puente de Rumichaca, estableciéndose así el servicio entre Ecuador y Colombia. Por este motivo se realizó en la frontera un acto muy significativo: se colocaron dos manos de plata, entrelazadas, como símbolo de la amistad colombo-ecuatoriana. También en ese año se comenzaron los trabajos de la línea telegráfica de El Oro y Loja.
En 1888, el Gobierno Ecuatoriano suscribió el contrato para la instalación de los servicios telegráficos en Bahía de Caráquez, Rocafuerte, Portoviejo, Santa Ana, Jipijapa y Montecristi. Se inauguró el servicio en Zaruma, Santa Rosa y Machala. En 1889 se probó el ramal de la línea telegráfica en la isla Puná.
Durante la década de 1890 a 1899, el progreso de las comunicaciones telegráficas en el país fue muy acelerado, especialmente en las peque¬ñas ciudades y zonas rurales; dando paso al nuevo servicio telefónico en las ciudades, mediante el uso de los teléfonos de magneto.
En 1900: "La primera Central Telefónica semiautomática del país fue instalada en Quito". Luego de las centrales semiautomáticas de Quito y Guayaquil.
Para 1903 el sistema telegráfico unía a todo el mundo. "Quito y Guayaquil estaban conectadas por el Telégrafo Inalámbrico en 1920". La habilidad de los operadores de telegrafía en nuestro país permitió establecer un mecanismo de comunicación e información instantánea que ayudó a unir todos los rincones de la patria. Los operadores adquirieron un gran poder dentro de la sociedad en cada localidad, junto con el párroco y las autoridades políticas y civiles, demostrando que la información es uno de los poderes y derechos de los pueblos.
En 1934 en el cincuentenario de la transmisión del primer mensaje telegráfico entre Quito y Guayaquil, existían en el país 7.000 km de líneas telegráficas y telefónicas, 167 oficinas telegráficas, 114 oficinas telefónicas y 19 estaciones radioeléctricas.
en 1922, "las primeras ciudades de provincia en poseer una pequeña Central Manual fueron Riobamba y Latacunga a base de los llamados dicordios con tableros operados por damas muy elegantes. Otras ciudades se sumaron rápidamente a este nuevo medio de comunicación pero sin interconexión entre ellas porque la voz, en los teléfonos de magneto, no avanzaba sino a gritos hasta 70 km".
El sistema de conmutación crossbar, patente de Ericsson, entra en escena en 1938. Los conmutadores con selector de pasos empiezan a ser reemplazados. Algunos sistemas de pasos por giro (AGF de Ericsson en Ecuador) funcionaron hasta finales de la década de 1980, y fueron la tecnología de mayor permanencia en el mercado de las centrales telefónicas automáticas. El sistema crossbar produjo un gran adelanto en la conmutación telefónica.
En 1943 se crea la empresa Radio Internacional del Ecuador, organismo estatal autónomo para servicios internacionales de telegrafía y telefonía. A fines de 1950 existían en el Ecuador alrededor de 10.000 kilómetros de líneas físicas para los servicios telefónicos y telegráficos dentro del país.

### Telefonía fija y televisión

#### Telefonía fija
La Empresa de Radio Telégrafos y Teléfonos del Ecuador fue creada en 1958 de la unión de la Dirección de Telégrafos y Radio Internacional del Ecuador, con el propósito de actualizar el sistema de comunicaciones internacionales.
En años posteriores 1972, el gobierno creó el Instituto Ecuatoriano de Telecomunicaciones (IETEL) inicio con la infraestructura para así llevar a una mejor comunicación (modelo copiado de un país amigo), cuando esta inicio no tenía el apoyo suficiente para ser una empresa líder o de tecnología de punta. El estado no le diopo el apoyo suficiente para que esta pueda seguir a la par de nuestros vecinos, pero al ver que era un negocio rentable poco a poco fue autosustentable en ciertos puntos del país y en 1992 el Congreso pasó una Ley Especial de Telecomunicaciones que reestructuraba el sector y mantenía a las telecomunicaciones como un monopolio exclusivo del Estado remplazando IETEL con la Empresa Estatal de Telecomunicaciones (EMETEL).
Años subsiguientes, en 1995, con la Ley Reformatoria a la Ley Especial de Telecomunicaciones, EMETEL se transformó en la sociedad anónima EMETEL S.A., la cual en 1997 registra por escritura de escisión a ANDINATEL S.A. que se encargaría del servicio de telefonía en la Sierra central y PACIFICTEL S.A. que cubriría el resto del país.
La Ley Reformatoria a la Ley Especial de Telecomunicaciones, en 1995 crea el Consejo Nacional de Telecomunicaciones (CONATEL), como ente administrador y regulador de las telecomunicaciones; la Secretaría Nacional de Telecomunicaciones como el encargado de la ejecución de la política de las telecomunicaciones y la Superintendencia de Telecomunicaciones como ente de control, las cuales siguen operando. Para el 2008, el gobierno central a dispuesto la fusión de las empresas Andinatel y Pacifictel, para crear una sola empresa de telefonía que se denominará Corporación Nacional de Telecomunicaciones.
Andinatel es una empresa pública que cumple con los estándares de calidad, que cubre el territorio nacional y cuenta con servicios de Internet con ANDINANET, que utiliza el mismo servicio telefónico para una conexión.
Según el censo de Población y Vivienda de 2010, que arrojo sus datos en octubre de 2011, menciona que existe 1´270,983 hogares que tienen el servicio de telefonía convencional, de los 3, 810,548 hogares del censo, lo que representa, según la Supertel 13´925.635 de habitantes el país.

#### Televisión
Si bien las primeras ideas de los sistemas de televisión se expusieron en la década de 1870, su desarrollo duró mucho tiempo, y en Ecuador el 11 de julio de 1959 los primeros equipos llegan a Quito. El Doctor Clark, principal de HCJB, asombrado ante esta nueva tecnología, inaugura el 10 de agosto de 1959 la primera televisora en blanco y negro en Quito y el país. En una gran feria organizada en los jardines del Colegio Americano de Quito, la Unión Nacional de Periodistas UNP instala los equipos de la HCJB, para que los quiteños pudieran ver televisión en blanco y negro. En 1960, el Canal4"La Ventana de los Andes" obtuvo permiso para operar.
La Compañía Ecuatoriana de Televisión fue la primera empresa comercial registrada, integrada por los señores Jaime Nebot Velasco, José Rosenbaum y la empresa de Publicidad "Palacios': Así llegó la televisión al puerto durante la Feria de Octubre en Guayaquilen 1960. Se instaló la antena en la Casa de la Cultura Núcleo del Guayas Más tarde, en 1962, se instala el Canal 6 de televisión sobre una vieja casa en elltchimbía. Casi de manera simultánea, desde el cerro de El Carmen, en Guayaquil, inicia su operación el Canal 2, liderado por el arqueólogo inglés Presley Norton.
La TV, junto con la prensa y la radio cubren casi todo el territorio nacional. Existen en Ecuador, para el 2004, más de 20 estaciones de televisión, entre regionales y nacionales, con programación procedente de muchos otros países. La televisión en el Ecuador, al paso de la globalización, llega cada vez a un mayor número de sectores Televisión Pagada.
Se instalan, en 1978, las primeras estaciones domésticas para captar señales de TV satelital. En Ecuador se inicia este tipo de instalaciones a partir de 1984. La empresa Ecuadorian Technologies empieza la fabricación de antenas para recepción de la TV satelital en la ciudad de Quito.
A partir de la década de 1980, los sistemas de cable en Ecuador ofrecen más de 70 canales, de los cuales una tercera parte son cadenas norteamericanas, otra tercera parte son regionales y el resto son locales (incluidos las señales de canales abiertos) y pocos canales europeos. Se lanza el lntelsatV en 1980, con capacidad de 12.000 llamadas telefónicas y 2 canales de TV a color.
Los Sistemas de Audio y Video por Suscripción en el país, regulados varios años más tarde con el Reglamento publicado el 24 de noviembre de 1999, inician su operación con la empresa TeleCable, primera registrada como proveedora del servicio de CATV, en 1985. Casi simultáneamente se concesiona este servicio a la empresa TVMax. No tardaron muchas semanas en fusionarse para lograr el control de este nuevo servicio en las ciudades de Quito y Guayaquil, inicialmente, creándose la empresa TVCable, en 1986.
El Grupo TVCable, formado por Suratel (Transmisión de datos) y Satnet (Proveedor de Servicio de Internet), ofrece acceso de gran velocidad a Internet por medio del Cable Módem en los mercados de Quito y Guayaquil, mediante una nueva concesión otorgada en 2003 a TVCable para servicios de transmisión de banda ancha, acceso a Internet, transmisión de datos y servicio de voz.
En 1994, los 2 mayores medios de comunicación de Ecuador deciden unir sus fuerzas para lanzar una nueva empresa de TV por suscripción que compita contra TVCable, así nace Univisa S.A., de la asociación de Diario El Universo y Ecuavisa, establecida a finales de 1994. A principios de 1995 inicia sus operaciones como compañía de venta de servicios de televisión por suscripción (TV Pagada, bajo un sistema inalámbrico, utilizando las frecuencias del espectro radioeléctrico en la banda de 2.500 MHz a 2.686 MHz, conocida como la banda MMDS (Multichannel Multipoint DistributionSystem); inicia sus operaciones en las 2 principales ciudades del país, Guayaquil y Quito.
En marzo de 1998 la FCC ordena que todos los televisores de más de 13 pulgadas deben implementar la tecnología del 'V-Chip': hasta el primero de enero del 2000. El V-Chip permite a los padres bloquear ciertos programas prohibidos a los menores.
A partir del 2000, con la obtención de nuevas frecuencias MMDS, Univisa S. A. posee la mayoría de dichas frecuencias en las principales ciudades de Ecuador. Amplía su oferta de canales internacionales y comercializa 4 paquetes de programación (Super Premio Plus 44, Super Premio 42, Premio Plus 39 y Premio 35) a precios competitivos, lo que facilitó su rápido crecimiento.
Sobre la base de las plataformas de satélites de alta potencia de PanAmSat, se inician los servicios de televisión directo a casa DTH (Direct to Home), comercializada por DIRECTV.
En 2001, el mayor proveedor de la TV satelital, EchoStar Communications, anuncia su alianza con el segundo proveedor satelital de TV, DIRECTV, y luego se suman a la flota y servicios de INTELSAT
Hasta enero de 2010 fueron autorizadas en Ecuador 247 estaciones de televisión por cable para que presenten sus servicios.
Para el 27 de febrero de 2010, la televisión pagada en el Ecuador, según la información de SuperTel, estuvo con una penetración del 2,3% aproximadamente.

## Servicios de Telecomunicaciones

### Periodismo
En Ecuador en el ámbitos nacional existen grandes periódicos: El Comercio, Diario Expreso, Diario Extra, El Universo, El Telégrafo y El Diario Ecuador.

### Correo
Servicios Postales del Ecuador SPE EP (propiedad del gobierno).

### Radio
Estaciones de radiodifusión: AM 279, FM 530 (más 349 repetidoras), onda corta 25 (2006).

### Telefonía Fija
En Ecuador hay 7 empresas que operan en el campo de la telefonía fija que ofrecen servicios al cliente doméstico: Telconet, Xtrim, Claro, Lumen Technologies, Grupocoripar S.A, Etapa EP (perteneciente a la Alcaldía de Cuenca), Corporación Nacional de Telecomunicaciones (CNT) esta última estatal.

### Telefonía Móvil
Los operadores de Telefonía Móvil que funcionan en Ecuador son Conecel S.A (Claro), Otecel (Movistar) y CNT. Estos operadores, han migrado sus redes eligiendo diferentes tecnologías. A continuación se mencionan los puntos que motivaron la migración:
- Desarrollo de tecnologías de estado sólido (microchips)
- Desarrollo de mejores baterías
- Desarrollo de mejores paquetes de Software
- Intereses económicos de fabricantes, operadores y usuarios.
- Necesidad de optimizar la utilización del espectro radioeléctrico.

Las redes móviles son diversas e incluyen GSM 850 MHz (la más grande), así como CDMA (la antigua red de Bell South antes de ser adquirida por Telefónica España, que cambió su nombre a Movistar), TDMA63. CNT es la empresa estatal y utiliza CDMA.
Los canales de telefonía cuentan con una historia de más de un siglo, han ido evolucionando paulatinamente a través de operadores humanos, sistemas electromecánicos, sistemas análogos, digitales, hasta la actualidad que utilizan sistemas que tienen su aplicación del protocolo IP.

### Televisión
Cuando se trata de televisión por cable y satélite. Cuatro empresas operan en el mercado de la televisión, las empresas Xtrim,  DirecTV, Claro utilizan cable y satélite digital codificado, CNT utiliza satélite digital codificado. Los servicios de streaming como DirecTV Go, Movistar Play, CNT, Xtrim también están activos en Ecuador.

### Internet

#### Conexión a internet
Los mayores proveedores de internet son Netlife, CNT, Claro, Movistar, Xtrim y otras más empresas y entidades.

#### Internet móvil
Se espera que las redes 5G se activen en Ecuador desde el 2025.

### Calidad de servicio en el sector de las Telecomunicaciones
La calidad en el ámbito de los servicios de telecomunicaciones puede ser tratada desde el punto de vista netamente técnico o desde la perspectiva del usuario, pero en la realidad debería ser la unión de ambos aspectos. La calidad de servicio ha pasado a convertirse en los últimos años en un campo de investigación necesario para el soporte de nuevos tipos de aplicaciones. La recomendación UIT-T G.1000 es tomada como referencia, debido a que proporciona un marco y definiciones de calidad de servicio con un enfoque uniforme y coherente, eliminando la confusión que ocasionaban diferentes marcos y definiciones incoherentes.
La Constitución de la República del Ecuador y las nuevas políticas establecidas por el Consejo Nacional de Telecomunicaciones (CONATEL), han hecho necesario contar con un nuevo marco conceptual de calidad de los servicios de telecomunicaciones, que se enmarque dentro de un apropiado sistema de regulación que responda a las verdaderas necesidades de los usuarios/clientes y a las condiciones actuales del mercado ecuatoriano. 

La QoS se define desde cuatro puntos de vista: 
- Necesidades de QoS del cliente;
- QoS ofrecida por el proveedor de servicio;
- QoS conseguida o entregada por el proveedor de servicio;
- QoS percibida por el cliente.

Necesidades de QoS del cliente: Las necesidades de QoS del usuario/cliente definen el nivel de calidad que se exige en un determinado servicio, y se pueden expresar en lenguaje corriente. Al cliente no le interesa saber cómo se presta el servicio ni los aspectos del diseño interno de la red, pues solo le importa la calidad total del servicio de extremo a extremo. 
QoS ofrecida por el proveedor: La QoS ofrecida por el proveedor de servicio es una declaración del nivel de calidad que él espera ofrecer al cliente, y se expresa mediante valores atribuidos a los parámetros. Esta forma de calidad de servicio es especialmente útil para la planificación y para los acuerdos de nivel de servicio. Cada servicio tendrá su propio conjunto de parámetros de QoS. El proveedor de servicio puede expresar la QoS ofrecida en lenguaje corriente para el cliente, y en lenguaje técnico para su uso. 
QoS conseguida por el proveedor de servicio: La QoS que consigue o entrega el proveedor de servicio es una declaración del nivel de calidad real alcanzado y entregado al cliente, y se expresa mediante valores asignados a los parámetros, que deben ser idénticos a los especificados para la QoS ofrecida, de forma que se los pueda comparar para evaluar el nivel de calidad de funcionamiento logrado. 
QoS percibida por el cliente: La QoS percibida por los usuarios o clientes es una declaración en la que se manifiesta el nivel de calidad que ellos creen haber experimentado y que se expresa normalmente en función del grado de satisfacción y no en términos técnicos. Esta calidad de servicio se mide con encuestas a los clientes y sus comentarios sobre los niveles de servicio, que puede ser utilizada por el proveedor de servicio para determinar la satisfacción del cliente en cuanto a la calidad de servicio. Para que un marco de QoS sea en verdad útil y lo suficientemente práctico, debe tener sentido en todas las perspectivas.

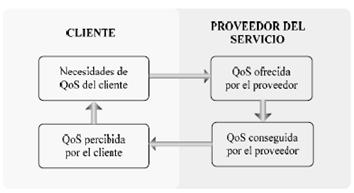

Funcionamiento de la Red: La calidad de funcionamiento de la red (NP, Network Performance) es la aptitud de una red o parte de la red para ofrecer las funciones correspondientes a las comunicaciones entre usuarios. 
La NP se mide en términos de parámetros significativos para el proveedor de la red, y se utilizan con fines de diseño, configuración, explotación y mantenimiento del sistema. Está dirigida a proveer la QoS ofrecida a los usuarios/clientes y se define independientemente del funcionamiento de los terminales y de la actuación de los usuarios.

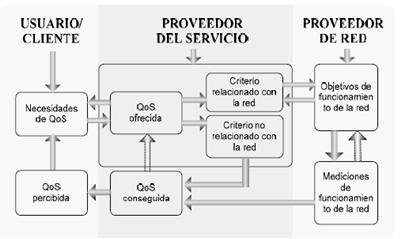

Funcionamiento del Servicio: Es la declaración de un servicio de telecomunicaciones expresado en parámetros y sus respectivos valores. Estos parámetros se aplican a la QoS tanto para las características técnicas como no técnicas. 

Cada servicio tendrá su propio grupo de parámetros de funcionamiento y sus valores constituyen el funcionamiento del servicio. 

El funcionamiento del servicio es expresado en un lenguaje más formal, pero entendible y útil para los usuarios/clientes. Los parámetros de QoS incluidos en el funcionamiento del servicio es la QoS ofrecida. 

Es conveniente traducir las necesidades de QoS de los usuarios/clientes a parámetros de funcionamiento del servicio antes de que éstos sean traducidos en parámetros de NP. 
Relación entre QoS y NP: El punto de partida para desarrollar los parámetros de NP y valores objetivos es la QoS. Los parámetros de NP son elegidos para una más efectiva operación de la red. 

Un ejemplo de transformación de necesidades y parámetros se describe a continuación: 
Necesidad de QoS para telefonía: No más de x% de la conexiones realizadas deben experimentar dificultades de claridad de la conversación. 

Los requerimientos de QoS son transformados en requerimientos de NP, por ejemplo se identifica los parámetros que contribuyen a la claridad de las conversaciones como: pérdida de transmisión, ruido, eco, diafonía, retardo etc. 

Valores objetivos extremo a extremo pueden ser establecidos para cada parámetro. La suma de los efectos deberían producir un resultado donde no más del x% de las llamadas experimenten dificultades en la claridad de la conversación. 

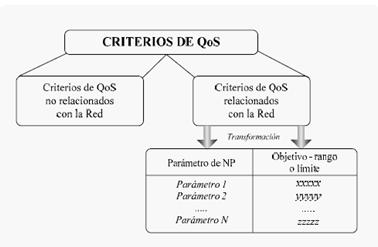

PARÁMETROS DE QOS: Metodología Básica 
Las necesidades de QoS de los usuarios/ clientes es el punto de partida y éstas son transformadas a parámetros de QoS ofrecido por el proveedor del servicio. Estos a su vez son traducidos a parámetros de funcionamiento relacionados con la red y parámetros de funcionamiento no relacionados con la red. Los parámetros relacionados con la red son transformados a parámetros de NP y se asignan valores objetivos. El funcionamiento de QoS extremo a extremo alcanzado es obtenido de las mediciones y la QoS no relacionado con la red. Ésta es comparada con la percepción que tienen los usuarios/clientes de la QoS obtenida mediante investigación, encuestas etc. Cuando sea necesario se toman medidas correctivas.

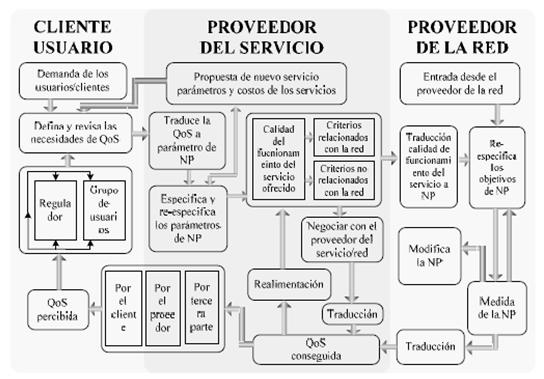

Obtención y definición de las necesidades de QoS del usuario/cliente: Los criterios de calidad de un servicio de telecomunicación se pueden derivar a partir de la matriz que se presenta en la figura de a continuación. La matriz fue el resultado de un estudio realizado por la Federación de Ingenieros de Telecomunicaciones de la Comunidad Europea (FITCE, Federation of Telecommunications Engineers of the European Community) y fue acogida por el Instituto Europeo de Normas de Telecomunicación (ETSI, European Telecommunications Standardization Institute) y por la UIT-T para la aplicación de telefonía básica, pero puede ser utilizada para cualquier servicio de telecomunicaciones. 

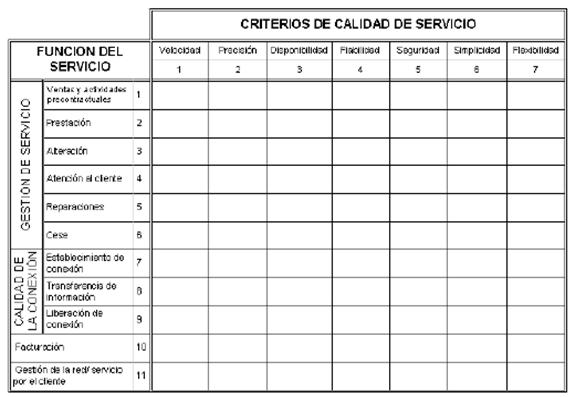

Obtención de la QoS ofrecida por el proveedor del servicio: El proveedor del servicio estudia las implicaciones del nivel de calidad requerida y puede desear revisar el costo, la estrategia y otros aspectos relevantes de decidir el nivel de funcionamiento a ser ofrecido. Este nivel de funcionamiento se convierte en la QoS ofrecida. La QoS ofrecida en lo posible deberá expresarse en términos que entienda fácilmente el usuario. El proveedor del servicio decide el número de parámetros con los cuales especifica la QoS ofrecida. El proveedor del servicio puede reservarse el derecho de especificar para su propio uso otros parámetros de QoS y asignar sus valores. 
Transformación y especificación de objetivos de NP: Los parámetros de QoS ofrecido son divididos en parámetros no relacionados con la red y parámetros relacionados con la red. Los criterios de QoS relacionados con la red son traducidos en parámetros de NP. 

Los factores más importantes en el proceso de especificar los objetivos de NP son los siguientes: 
- Los criterios de QoS relacionados con la red son transformados en parámetros de NP. Son entonces asignados valores objetivos a estos parámetros para la calidad de servicio extremo a extremo;
- Puede ser más conveniente, y en muchos casos necesario, descomponer la calidad de funcionamiento. En este caso es esencial que la suma de los efectos de la calidad de funcionamiento de los elementos pueda ser estimada;
- La relación entre la calidad de funcionamiento “extremo a extremo” y la calidad de funcionamiento de la suma de los elementos de la red algunas veces son establecidas de forma empírica;
- La NP es más conveniente especificarla para cada servicio.

Medición de NP: En una red diseñada cuidadosamente el sistema de supervisión debe producir el mínimo de mediciones. Las siguientes directrices pueden ser de ayuda en el establecimiento de las mediciones: 
- En lo posible las mediciones del sistema deberían reflejar directamente los parámetros de NP especificados en el literal D;
- Donde fuera necesario descomponer la NP por elementos, la calidad de funcionamiento “extremo a extremo” puede ser estimada;
- Las mediciones son recomendadas solamente para estos parámetros los cuales serán acordados con los usuarios/clientes, la entidad reguladora, el proveedor del servicio u proveedor de la red;
- Las mediciones pueden ser tomadas utilizando una muestra básica. El detalle de la muestra será establecida por el proveedor del servicio basado en los requerimientos del usuario/cliente, el regulador y las necesidades de QoS y NP.

Obtención de la QoS conseguida por el proveedor del servicio: La QoS conseguida es obtenida combinando los resultados alcanzados desde los sistemas de monitoreo relacionados con la red y no relacionados con la red. Cuando la QoS relacionada con la red es estimada a partir de las mediciones, se tendrá en cuenta las siguientes consideraciones: 
- Cuando es medida la calidad de funcionamiento elemental, debe ser estimada la calidad de funcionamiento extremo a extremo;
- Debe ser establecido un límite de confianza de los resultados de la calidad de “extremo a extremo”.

Evaluación de la QoS percibida por el usuario/cliente: La QoS percibida por el usuario/cliente puede ser evaluada por el proveedor del servicio, por los mismos usuarios/clientes o sus representantes o por una tercera parte. Esta evaluación se realiza generalmente con estudios de investigación de usuarios/clientes, los cuales deben ser diseñados por expertos que conozcan el mercado.

La QoS percibida por el cliente y la QoS alcanzada por el proveedor del servicio son comparadas por correlación. Debido a los elementos subjetivos de los usuarios hay posibilidad de variaciones en la correlación entre la QoS percibida y alcanzada. 

La variación de la correlación podría ser estudiada y registrar las causas. Si las causas no son encontradas se tendría que realizar una investigación adicional. El objetivo sería el de obtener una correlación satisfactoria entre el nivel de QoS alcanzada por el proveedor y el nivel de QoS percibida por el usuario.

Criterios de Calidad de Servicio
- X1: Velocidad: la velocidad con la cual una función de servicio debe ser realizada. Por ejemplo la velocidad con la cual la prestación de un servicio debe ser suministrado.
- X2: Precisión: la fidelidad e integridad en realizar una función de comunicación con respecto a un nivel de referencia dado.
- X3: Disponibilidad: la probabilidad con la cual los principales componentes de la función de un servicio están en capacidad de realizar la función requerida en un instante determinado o en cualquier instante de un intervalo de tiempo dado.
- X4: Fiabilidad: es la probabilidad que la función de un servicio se realice dentro de los límites especificados de velocidad, precisión, o disponibilidad para un periodo de un año.
- X5: Seguridad: la confidencialidad con la cual una función de servicio es realizada por la operadora de telecomunicaciones para los clientes. Por ejemplo, en el caso de la función de atención al cliente, los datos del cliente no deberían ser divulgados a terceras personas sin el consentimiento del cliente.
- X6: Simplicidad: la facilidad en la aplicación de la función de servicio.
- X7: Flexibilidad: opciones ofrecidas a los clientes por parte de la empresa de telecomunicaciones a fin de satisfacer requerimientos especiales.